# Episodi di Better Call Saul (terza stagione)
La terza stagione della serie televisiva Better Call Saul, composta da dieci episodi, è stata trasmessa in prima visione negli Stati Uniti d'America dall'emittente AMC dal 10 aprile al 19 giugno 2017.
In Italia la stagione è stata pubblicata sul servizio on demand Netflix dall'11 aprile al 20 giugno 2017, con un episodio a settimana, il giorno successivo la messa in onda americana.
Durante questa stagione entra nel cast principale Giancarlo Esposito.
| n° | Titolo originale | Titolo italiano      | Prima TV USA   | Pubblicazione Italia |
| -- | ---------------- | -------------------- | -------------- | -------------------- |
| 1  | Mabel            | Mabel                | 10 aprile 2017 | 11 aprile 2017       |
| 2  | Witness          | Testimone            | 17 aprile 2017 | 18 aprile 2017       |
| 3  | Sunk Costs       | Costi irrecuperabili | 24 aprile 2017 | 25 aprile 2017       |
| 4  | Sabrosito        | Sabrosito            | 1º maggio 2017 | 2 maggio 2017        |
| 5  | Chicanery        | Imbroglio            | 8 maggio 2017  | 9 maggio 2017        |
| 6  | Off Brand        | Diverso              | 15 maggio 2017 | 16 maggio 2017       |
| 7  | Expenses         | Spese                | 22 maggio 2017 | 23 maggio 2017       |
| 8  | Slip             | Passo falso          | 5 giugno 2017  | 6 giugno 2017        |
| 9  | Fall             | Caduta               | 12 giugno 2017 | 13 giugno 2017       |
| 10 | Lantern          | Lanterna             | 19 giugno 2017 | 20 giugno 2017       |

## Mabel
- Titolo originale: Mabel
- Diretto da: Vince Gilligan
- Scritto da: Vince Gilligan e Peter Gould

### Trama
Nel flashforward in bianco e nero di inizio stagione, a Omaha, Gene (Jimmy) sta mangiando un sandwich e leggendo un libro durante la pausa pranzo, quando vede un giovane taccheggiatore nascondersi dentro una cabina fotografica. Sia pur riluttante, ne svela la posizione alle guardie di sicurezza del centro commerciale che lo stavano inseguendo ma, mentre il ragazzo viene portato via, l'uomo gli urla d'istinto di restare in silenzio e assumere un avvocato. Tornato al lavoro, sviene all'improvviso.
Nel 2002 Jimmy chiama Howard per informarlo della decisione di Chuck di ritirare le sue dimissioni. Aiuta quindi il fratello a rimuovere il rivestimento isolante dai muri e si imbatte in un libro che leggevano insieme da piccoli, Le avventure di Mabel, cominciando a rievocare ricordi al fine di distrarre il fratello. Chuck pone fine rapidamente alla parentesi nostalgica e ricorda all'altro che non dimenticherà il suo misfatto e che dovrà pagare per esso. Jimmy fa rientro all'ufficio che condivide con Kim e le confessa quanto sia stato rigenerante non essere odiato da Chuck, sia solo per pochi minuti. Chuck fa ascoltare a Howard la confessione di Jimmy. Sbalordito, Howard gli chiede quale sia l'utilità della registrazione considerando le circostanze in cui è stata carpita, il fatto che Jimmy potrebbe negare che si tratti della sua voce e l'improbabilità di un ritorno della Mesa Verde alla HHM. Chuck, con un sorrisetto, gli assicura che saprà come farne uso.
Mike si allontana in tutta fretta dal luogo del tentato omicidio di Hector Salamanca e ispeziona la sua station wagon alla ricerca di un dispositivo di tracciamento, ma non trova nulla. Determinato a scoprire come il sabotatore gli abbia impedito di uccidere Hector, egli smonta pezzo per pezzo il veicolo presso uno sfasciacarrozze locale, ma non riesce a rinvenire alcun segnalatore, finché grazie a un'intuizione lo scopre nascosto nel tappo del serbatoio dell'auto. Tornato a casa, scopre un altro localizzatore piazzato sulla sua Chrysler.
Il capitano dell'Air Force Bauer, che aveva fatto da guida a Jimmy e alla sua troupe in una base militare, accusa l'avvocato di averlo ingannato e minaccia di denunciarlo se lo spot non sarà sospeso. Jimmy resta indifferente, facendo notare al capitano che la sua carriera sarebbe a rischio se venisse alla luce che ha consentito a persone non autorizzate di entrare nella base e che potrebbe sempre chiamare Fudge come testimone per portare la giuria dalla sua parte. Bauer esce dallo studio infuriato, non prima di aver avvisato l'avvocato che chi gioca sporco alla fine paga.
Kim riesce a gestire con successo il caso della Mesa Verde, ottenendo un anticipo dell'udienza e ricevendo i complimenti di Paige. Tuttavia resta in conflitto con la propria etica professionale a causa del fatto di essere a conoscenza del segreto sulla frode di James. Nel frattempo Ernesto, a casa di Chuck, nel cambiare le batterie, aziona accidentalmente il registratore e ascolta la confessione di Jimmy. Chuck lo spegne all'istante e fa promettere a Ernesto di non parlare con nessuno di quanto ha sentito in nome degli obblighi di riservatezza.
Procuratosi un dispositivo di tracciamento identico tramite Caldera, Mike ne studia il funzionamento e comprende che il segnalatore è predisposto per avvisare a distanza l'operatore quando le batterie stanno per esaurirsi. Sostituisce quindi l'apparecchio celato nel tappo della sua auto con il nuovo, fa scaricare le batterie del dispositivo con cui veniva controllato e si mette ad aspettare. A notte fonda, qualcuno viene a prelevare il segnalatore; Mike si veste, si arma e inizia il suo inseguimento.
- Guest star: Cara Pifko (Paige Novick), Brendan Fehr (Capitano Bauer), Joe DeRosa (Dr.Caldera), Brandon K. Hampton (Ernesto).
- Ascolti USA: telespettatori 1 813 000

## Testimone
- Titolo originale: Witness
- Diretto da: Vince Gilligan
- Scritto da: Thomas Schnauz

### Trama
Al tramonto, Chuck chiacchiera con David, un investigatore privato che ha recentemente assunto e che è impegnato in un solitario. Spente tutte le luci, l'avvocato guarda sospettoso fuori dalla finestra di casa.
Mike osserva i due tirapiedi che ha seguito da casa sua mentre affidano il dispositivo tracciante a un corriere. Insegue dunque quest'ultimo per tutta la notte, osservandolo mentre svolge le sue faccende nei dintorni di Albuquerque, finché al mattino egli, portando con sé uno zaino, entra e sosta in un ristorante, Los Pollos Hermanos. Dopo che il corriere lascia il locale, il display del tracciatore indica che l'apparecchio è stazionario.
Jimmy continua a ristrutturare l'ufficio condiviso con Kim, quando si presenta per un colloquio di lavoro una donna di nome Francesca Liddy. Jimmy è ansioso che inizi a lavorare immediatamente come receptionist e la guida nella gestione delle prime chiamate, la seconda delle quali è di Mike. Jimmy si accorda con l'uomo per incontrarsi il mattino seguente.
Mike incarica Jimmy di entrare a Los Pollos Hermanos e di sorvegliare il corriere al suo arrivo per scoprire cosa farà con lo zaino. Jimmy cerca senza successo di comportarsi con disinvoltura mentre spia il corriere, questo però consuma il pasto, svuota il vassoio in un cassonetto e lascia il ristorante con lo zaino. Jimmy raggiunge il contenitore dell'immondizia per verificare se sia stato nascosto qualcosa all'interno. Subito viene avvicinato dal manager del locale Gus Fring, che gli chiede se abbia bisogno di aiuto. Jimmy si sfila agilmente l'orologio dal polso e afferma di averlo perso nella pattumiera. Gus aiuta l'avvocato a ritrovare l'orologio e questi se ne va. Dice quindi a Mike di non aver visto nulla di sospetto riguardo allo zaino, con grande frustrazione dell’amico. Gus è all'esterno, intento a pulire, e vede Jimmy allontanarsi con l'auto, avendo così conferma che Mike è sulle sue tracce.
Mike continua a piantonare Los Pollos Hermanos e nota una Escalade nera guidata da Victor che sosta sul retro dell'edificio e inizia a pedinarla, in quanto il segnalatore è all'interno della vettura. L'inseguimento porta Mike lontano, sino a una strada statale nel deserto, dove trova un cellulare squillante attaccato al tappo del serbatoio. Raccoglie dunque il cellulare e prende la chiamata.
Nel frattempo Ernesto, visibilmente scosso, si reca presso lo studio di Jimmy e Kim e chiama la donna all'esterno. Dopo aver parlato con Ernesto, Kim prende Jimmy in disparte e gli chiede una simbolica parcella per diventare sua legale. Garantita ora dal segreto professionale, dice a Jimmy di essere consapevole che egli ha confessato al fratello di aver alterato i documenti della Mesa Verde. Jimmy difende il proprio operato e rassicura Kim che si tratterebbe della sua parola contro quella di Chuck, ma a questo punto la donna gli rivela che Chuck ha registrato la sua confessione, il che lascia Jimmy interdetto.
Dopo aver consultato il suo vecchio professore, Kim dice che la registrazione non potrebbe avere valore probatorio in tribunale, né Chuck la userà per riportare la Mesa Verde alla HHM, giacché farebbe una pessima figura; suggerisce quindi a Jimmy di attendere che sia il fratello a fare la prima mossa. Dapprima apparentemente tranquillo, Jimmy lascia poi lo studio legale infuriato. Intanto Howard raggiunge furtivamente la casa di Chuck, che si dice certo che Ernesto abbia riferito a Jimmy della registrazione. Chuck infatti vuol fare arrestare Jimmy per furto, ipotizzando che il fratello si introdurrà in casa sua nottetempo per distruggere il nastro. Con gran sorpresa di tutti, in quel momento bussa un Jimmy furibondo. In pieno giorno, l'uomo butta giù a calci la porta dell'abitazione e si scaglia verbalmente contro il fratello per averlo ingannato con la messinscena e registrato. Distrugge poi la cassetta e minaccia di dare fuoco alla casa per eliminare altre eventuali copie. Jimmy cade così nel tranello di Chuck: Howard e David palesano la loro presenza e si dichiarano testimoni dei suoi reati.
- Guest star: Brandon K. Hampton (Ernesto), Tina Parker (Francesca Liddy), Jeremiah Bitsui (Victor).
- Ascolti USA: telespettatori 1 463 000

## Costi irrecuperabili
- Titolo originale: Sunk Costs
- Diretto da: John Shiban
- Scritto da: Gennifer Hutchison

### Trama
Gus raggiunge Mike nel deserto e i due giungono a un accordo che prevede la cessazione della sorveglianza di quest'ultimo dietro assicurazione che non cercherà ancora di uccidere Hector, anche se Gus si dice ammirato dalla voglia di giustizia di Mike. Dopo una veloce riflessione, tuttavia, Mike capisce che Gus è un concorrente del messicano e si propone di danneggiare nuovamente il suo business.
In attesa della polizia, Chuck spiega a Jimmy che sporgerà denuncia contro di lui per il suo bene, al fine di farlo cambiare. Jimmy invece gela il fratello, rispondendogli che un giorno si sentirà male di nuovo e che stavolta non ci sarà nessuno a occuparsi di lui, perciò morirà solo in ospedale circondato da macchinari elettrici. A quel punto arriva la polizia e Jimmy viene arrestato. Il giorno dopo in tribunale sceglie di rappresentarsi da sé (contro il volere di Kim), si dichiara non colpevole ed esce su cauzione. In un secondo momento, spiega quanto accaduto in occasione della sua irruzione e invita Kim a lavorare per la Mesa Verde mentre lui proseguirà la sua personale battaglia legale; la donna acconsente senza convinzione. 
Il pubblico ministero designato per il caso di Jimmy, Hay, incontra Chuck e gli assicura che non intende farla passare liscia a suo fratello con un patteggiamento favorevole e che quindi il caso potrebbe finire in tribunale. A quel punto Chuck si finge preoccupato per Jimmy e chiede di trovare "una soluzione migliore per tutti".
In Messico, Mike si fa procurare dal medico Barry Goodman, amico di Gus, un pacchetto di cocaina. Nasconde la droga in un paio di scarpe, che appende sui cavi della linea elettrica presso un incrocio stradale a qualche chilometro dalla frontiera, e successivamente le colpisce con un fucile di precisione mentre un camion di proprietà di Hector transita al di sotto, facendo sì che la cocaina si depositi sul veicolo. Quando il camion raggiunge il confine, un cane antidroga si allarma e i due autisti vengono arrestati. 
Jimmy parla con Kim fuori dall'ufficio e le spiega che, su idea di Chuck, il procuratore gli ha offerto il patteggiamento con alcune condizioni: potrà evitare la prigione, ma dovrà confessare il reato di violazione di domicilio e trasmettere la dichiarazione all'Ordine degli avvocati del New Mexico, il che comporterà sicuramente la radiazione. Jimmy capisce che è in trappola, perché se invece andrà a processo e perderà, alla radiazione si aggiungerà la prigione. Capisce quindi che il vero obiettivo di Chuck non è farlo finire in cella, ma solo impedirgli di fare l'avvocato. Kim convince Jimmy a farsi aiutare da lei per contrastare il piano di Chuck. 
- Guest star: JB Blanc (Dottor Barry Goodman), Kimberly Hebert Gregory (Kyra Hay), Molly Hagan (Giudice Lindsay Arch), Tina Parker (Francesca Liddy), Brandon K. Hampton (Ernesto), Jeremiah Bitsui (Victor), Ray Campbell (Tyrus Kitt).
- Ascolti USA: telespettatori 1 524 000

## Sabrosito
- Titolo originale: Sabrosito
- Diretto da: Thomas Schnauz
- Scritto da: Jonathan Glatzer

### Trama
Nel 1999, Hector Salamanca porta il suo tributo a Don Eladio nella sua villa in Messico, ma viene umiliato quando Gustavo Fring invia un tributo di gran lunga maggiore tramite Juan Bolsa, guadagnando il favore di Don Eladio.
Nel presente, Hector si reca a Los Pollos Hermanos con Arturo e Nacho, e comincia a spadroneggiare nel locale, ignorando i richiami dei dipendenti e facendo andare via tutti i clienti. Quando Fring arriva, trova Hector nel suo ufficio: quest'ultimo ignora le composte lamentele di Gus sul suo comportamento sconsiderato e gli dice che usufruirà temporaneamente dei camion di Los Pollos Hermanos per spostare la droga, ora che la polizia ha chiuso il suo percorso principale di contrabbando. Gus finge di essere infastidito, ma una volta rimasto solo mostra tutta la sua soddisfazione per aver raggiunto il suo obiettivo: essere il solo ad avere il controllo delle spedizioni di droga dal Messico. Gus inoltre invia un pagamento a Mike per i suoi servizi, ma Mike rifiuta di accettarlo.
Nel frattempo, Mike svolge un incarico per Jimmy: spacciandosi per un addetto alla riparazione della porta, fotografa l'interno della casa di Chuck consentendo così a Jimmy di anticipare le sue mosse. Mike ritorna al suo lavoro giornaliero, dove Gus va a incontrarlo; chiede a Mike il motivo per cui non abbia accettato i suoi soldi, ed egli risponde di aver agito solo per vendetta personale verso Hector, senza essere interessato a un compenso. Gus inoltre gli fa sapere che è interessato ad assumerlo e rivela che lo ha trattenuto dall'uccidere Hector solo perché una pallottola in testa sarebbe stato un gesto fin troppo clemente. 
Jimmy, Kim, Howard, Chuck e Ada Hay si incontrano per finalizzare il patteggiamento di Jimmy, con quest'ultimo che accetta di avere esaminata la sua confessione dalla New Mexico Bar Association, che di conseguenza dovrà decidere sulla sua radiazione dall'Ordine. Inoltre, Jimmy è costretto dalla Hay a chiedere pubblicamente scusa a Chuck, facendolo con poca convinzione. Dopo la riunione Kim affronta Chuck, dicendogli che sospetta che lui abbia una copia del nastro. Chuck conferma i suoi sospetti e afferma che intende presentare il nastro come prova nell'udienza disciplinare di Jimmy. Kim quindi informa Jimmy che tutto è andato come speravano.
- Guest star: Mark Margolis (Don Hector Salamanca), Steven Bauer (Don Eladio Vuente), Javier Grajeda (Juan Bolsa), Kerry Condon (Stacey Ehrmantraut), Manuel Uriza (Ximenez Lecerda), Kimberly Hebert Gregory (Kyra Hay), Tina Parker (Francesca Liddy), Jeremiah Bitsui (Victor), Ray Campbell (Tyrus Kitt), Harrison Thomas (Lyle).
- Ascolti USA: telespettatori 1 562 000

## Imbroglio
- Titolo originale: Chicanery
- Diretto da: Daniel Sackheim
- Scritto da: Gordon Smith

### Trama
In passato, poco dopo aver scoperto della sua condizione, Chuck, col pieno supporto di Jimmy, tenta di riconciliarsi con Rebecca, invitandola a cena a casa sua. Per giustificare la totale mancanza di elettricità in casa - dovuta di fatto alla sua elettrosensibilità - l'uomo adduce come motivazione un disguido con la compagnia elettrica. La bugia sembra reggere, ma quando Rebecca riceve la telefonata del suo direttore d'orchestra Chuck va in panico e le toglie bruscamente il telefono di mano. Jimmy vorrebbe spiegarle il perché di questo comportamento, ma Chuck glielo impedisce e Rebecca va via.
Nel presente, Jimmy chiede al dottor Caldera se conosce qualcuno con un "tocco leggero", disposto a svolgere un lavoretto per lui. Nel frattempo, dopo un'udienza favorevole di fronte al Banking Board del New Mexico, Kim informa Paige e Kevin delle accuse rivolte da Chuck nei confronti di Jimmy circa la manomissione dei documenti della Mesa Verde. I due non credono a tali accuse, ritenendole dettate dall'incapacità di Chuck di ammettere un errore. Kim rassicura Paige che la Mesa Verde non subirà contraccolpi. Howard cerca di convincere Chuck a non testimoniare all'audizione presso l'Ordine degli Avvocati, dicendogli che il caso ha già delle solide basi e ricordandogli che potrebbe mettere a rischio la reputazione della HHM, ma le sue argomentazioni non fanno presa su Chuck, deciso a testimoniare per spiegare bene il ruolo del nastro nella vicenda in modo da assicurare al fratello la radiazione.
Arriva il giorno dell'udienza: Kim e il rappresentante legale dell'Ordine fanno le loro dichiarazioni iniziali, occasione colta dalla donna per ricondurre il nocciolo della questione alla faida familiare tra Jimmy e Chuck. Howard è il primo a deporre: racconta l'irruzione a casa di Chuck, illustra i trascorsi di Jimmy alla HHM e di come Chuck si fosse opposto all'ingresso del fratello nello studio per timore di essere accusato di nepotismo. Kim ha buon gioco nel sottolineare come Howard stesso sia figlio di uno dei soci fondatori della HHM. Il nastro recante la confessione di Jimmy è fatto ascoltare alla commissione che presiede al caso. Frattanto Chuck viene accompagnato in tribunale da Howard e, mentre sale le scale, è urtato da Huell Babineaux.
Chuck spiega le circostanze della registrazione, il fatto che avesse recitato per farsi raccontare la verità, il suo disturbo (che a suo dire non gli impedisce di ragionare chiaramente) e l'importanza che, a differenza del fratello, attribuisce alla legge. D'improvviso Rebecca entra in aula, sorprendendo Chuck: chiesta una pausa alla corte, l'uomo si fa incontro all'ex moglie che spiega di essere stata contattata da Jimmy, il quale le ha illustrato la sua patologia, ed esprime la sua vicinanza. Chuck le risponde che il suo coinvolgimento rientra in una tattica del fratello per destabilizzarlo. 
Al ritorno in aula, James conduce il controinterrogatorio di Chuck. Per prima cosa chiede al fratello di chiarire le circostanze della registrazione, poi illustra al comitato le condizioni della casa di Chuck e ipotizza che il suo disturbo sia una questione mentale e non fisica. Jimmy afferma che Chuck lo odia e che lui gli ha mentito per farlo stare meglio, e così ottiene il via libera dalla commissione a interrogare il fratello sulla sua salute mentale. L'interrogatorio quindi continua e verte sulla presenza di Rebecca in aula, sull'inizio della malattia e dei suoi sintomi. Jimmy chiede al fratello a quale distanza debba trovarsi un dispositivo elettrico perché egli ne avverta la presenza; rivela quindi di aver tenuto il cellulare in tasca ma Chuck, smascherando il bluff, mostra che Jimmy ha rimosso la batteria. Quest'ultimo lo invita ora a prendere dal taschino della sua stessa giacca la batteria, completamente carica; confessa di averla fatta introdurre da Huell e osserva come il fratello non abbia affatto risentito del contatto con il dispositivo elettrico per un'ora e mezzo, lasciando tutti sbalorditi. Quando il legale dell'Ordine fa obiezione e dichiara che la malattia mentale di Chuck è irrilevante, accostandola alla schizofrenia, l'uomo sbotta: dice di non essere pazzo e inizia a inveire pesantemente contro il fratello accusandolo di aver manomesso i documenti e pagato il commesso della copisteria per coprirlo; infine elenca le sue malefatte, come avere ripetutamente derubato il padre da bambino e aver defecato in una decappottabile da giovane. Chuck giunge a supplicare disperatamente la giuria di radiare Jimmy, finché interrompe di colpo la filippica in quanto si rende conto di aver scioccato l'intera aula, giurati inclusi, e di essere caduto nel tranello del fratello mostrando la sua profonda avversione verso di lui. Jimmy conclude mestamente il controinterrogatorio.
- Guest star: Lavell Crawford (Huell Babineaux), Ann Cusack (Rebecca Bois), Joe DeRosa (Dr.Caldera), Tina Parker (Francesca Liddy), Cara Pifko (Paige Novick), Rex Linn (Kevin Wachtell), John Getz (Presidente della commissione), Michael Chieffo (Mr.Ughetta), Quinn VanAntwerp (Robert Alley).
- Ascolti USA: telespettatori 1 756 000

## Diverso
- Titolo originale: Off Brand
- Diretto da: Keith Gordon
- Scritto da: Ann Cherkis

### Trama
Nacho viene costretto da Hector a picchiare Domingo, uno dei suoi distributori, per non aver portato tutto il denaro. La sera, sentendosi in colpa, si ferisce con una cucitrice nel negozio del padre. 
Dopo la battaglia legale con Chuck, a Jimmy viene inflitta solo una sospensione di un anno. Più tardi, mentre lui e Kim festeggiano, arriva Rebecca che chiede a Jimmy di aiutare Chuck, chiusosi in casa sua, ma Jimmy rifiuta, non considerandolo più come suo fratello. Irritata, Rebecca gli rinfaccia di averle mentito per farla tornare ad Albuquerque e partecipare all'udienza e gli dice che Chuck aveva ragione su di lui. 
La stessa sera, Chuck fa entrare Howard a casa sua. Howard offre a Chuck del whisky e gli suggerisce di dimenticare Jimmy e di guardare al futuro; Chuck sembra essere d'accordo. Tuttavia, successivamente esce di casa, cammina per le strade di Albuquerque e chiama la dottoressa Cruz, il medico che ha diagnosticato la sua condizione.
Jimmy annuncia a tutti i suoi clienti di aver preso un anno di pausa. Improvvisamente si ricorda di dover rimuovere gli spot pubblicitari dalla TV, ritrovandosi con i suoi restanti spazi commerciali inutilizzati. Kim vuole licenziare Francesca e rescindere il contratto d'affitto dell'ufficio ora che Jimmy non può esercitare la professione di avvocato, ma quest'ultimo rifiuta, deciso a mantenere i locali. Nel frattempo Mike consolida il legame con Stacey.
Come parte dell'accordo di Gus con Hector, Tyrus e Victor consegnano una parte dei loro panetti di droga a Nacho, che insiste a prenderne uno di più. Gus ordina ai suoi di dargli la parte extra, mentre sta visitando una lavanderia commerciale in vendita con l'aiuto di Lydia. Nacho ritorna da Hector con la droga, anche se il boss, non soddisfatto, vuole un nuovo percorso di contrabbando e chiede di usare l'impresa di tappezzerie del padre di Nacho come copertura; tuttavia Nacho si oppone. Hector va su tutte le furie dopo aver ricevuto notizia che Tuco è stato coinvolto in una rissa in carcere, cosa che prolungherà la sua detenzione, e Nacho sfrutta la confusione per rubare una delle pillole di Hector.
Jimmy decide di girare delle pubblicità per conto di terzi e mandarle in onda usando i suoi slot televisivi rimasti, ma non riesce a trovare clienti; allora con l'aiuto della sua squadra di ripresa gira un nuovo spot in cui pubblicizza la sua attività. Nello spot Jimmy interpreta un personaggio chiamato Saul Goodman (dalla frase idiomatica 's all good, man).
- Guest star: Max Arciniega (Krazy-8), Mark Margolis (Don Hector Salamanca), Laura Fraser (Lydia Rodarte-Quayle), Ann Cusack (Rebecca Bois), Josh Fadem (Joey Dixon), Kerry Condon (Stacey Ehrmantraut), Tamara Tunie (Anita), Tina Parker (Francesca Liddy), Jeremiah Bitsui (Victor), Ray Campbell (Tyrus Kitt), Juan Carlos Cantu (Manuel Varga), John Getz (Presidente della commissione), Quinn VanAntwerp (Robert Alley), Hayley Holmes (Sherry), Carol Herman (Geraldine Strauss).
- Ascolti USA: telespettatori 1 715 000

## Spese
- Titolo originale: Expenses
- Diretto da: Thomas Schnauz
- Scritto da: Thomas Schnauz

### Trama
Jimmy è chiamato a svolgere il servizio sociale stabilito dal tribunale mentre cerca di vendere le sue pubblicità. Anche se trova un cliente, non riesce a convincerlo a pagare per tutti gli spot; di conseguenza si trova in difficoltà nell'affrontare le spese dell'ufficio, ma non lo dice a Kim. Nel frattempo, Nacho si avvicina a Pryce con la pillola rubata a Hector e gli chiede di procurargli delle copie vuote da scambiare con quelle che il boss assume per il cuore.
Mike comincia a costruire il nuovo parco giochi per la parrocchia di Stacey, e riceve qualche aiuto da parte di altri membri del gruppo, tra cui una donna di nome Anita. Al suo ritorno al lavoro trova ad attenderlo Pryce, che lo vuole riassumere come guardia del corpo per l'affare con Nacho, ma Mike rifiuta. In una riunione con il gruppo di supporto di Stacey per chi ha subìto tragedie famigliari, Mike inizia a fare amicizia con Anita mentre quest'ultima gli racconta come il marito sia scomparso misteriosamente durante un viaggio a piedi in una foresta e il fatto che lei non sappia cosa gli sia successo. Apparentemente toccato dalla storia di Anita, Mike chiama Pryce e accetta di essere la sua guardia del corpo. 
Jimmy è talmente disperato nella ricerca di clienti per gli spot che, in un negozio di strumenti musicali, offre ai gestori di girarne uno gratis e farsi pagare in seguito nel caso in cui gli affari fossero andati bene. Kim ammette dinanzi a Paige di essersi pentita di aver distrutto la reputazione di Chuck nell'udienza disciplinare. Mentre cena con Jimmy, si chiede se abbiano fatto la cosa giusta ed egli risponde che quello che è successo a Chuck è colpa sua e che Kim avrebbe dovuto dimenticarsi di lui. 
Mike e Pryce si incontrano con Nacho per la vendita delle capsule. Mike ha già intuito che Nacho vuole scambiare le pillole con quelle di Hector per assassinarlo; Nacho si giustifica spiegando come Hector voglia costringere suo padre al commercio della droga, di fatto condannandolo a morte per via della propria integrità. Mike accetta di non interferire, ma consiglia a Nacho di scambiare nuovamente le pillole dopo la morte di Hector in modo che nessuno possa sospettare di lui, avvisandolo che oltre ai Salamanca deve preoccuparsi anche di altre persone (alludendo implicitamente a Gus). Gli chiede poi un favore. 
Jimmy si incontra con un agente assicurativo per cercare di ottenere un rimborso per la sua polizza di assicurazione non utilizzata. Tuttavia, l'agente spiega che ciò non è possibile e aggiunge che, a causa della sua sospensione, il suo premio aumenterà addirittura del 150% quando riavrà la licenza di avvocato. Jimmy finge di avere un crollo emotivo e "accidentalmente" menziona all'agente la malattia mentale di Chuck, anch'egli loro cliente, prima di andarsene.
- Guest star: Kerry Condon (Stacey Ehrmantraut), Mark Proksch (Pryce), Cara Pifko (Paige Novick), Tamara Tunie (Anita), Josh Fadem (Joey Dixon), Hayley Holmes (Sherry), Jean Villepique (Doreen Valco), Frank Deal (Supervisore), Raymond McAnally (Phil Brady), Jason Sklar (Ryan), Randy Sklar (Rick).
- Ascolti USA: telespettatori 1 650 000

## Passo falso
- Titolo originale: Slip
- Diretto da: Adam Bernstein
- Scritto da: Heather Marion

### Trama
In un flashback, Jimmy e Marco recuperano alcune monete dal vecchio negozio dei McGill per utilizzarle in una prossima truffa. Qui, Jimmy non mostra pentimento per il suo ruolo nel fallimento del negozio e attribuisce tutta la colpa al padre, che era troppo generoso e sprovveduto, e credeva a tutti i truffatori. 
Nel presente, Mike torna nel punto in cui ha rapinato il furgone di Hector, e su indicazione di Nacho trova il corpo dell'uomo che aveva liberato l'autista (entrambi uccisi poi da Hector), segnalando in anonimo il ritrovamento alla polizia. Chuck si consulta con la dottoressa Cruz e ammette che gli eventi dell'udienza disciplinare hanno mostrato che il suo disturbo sia di natura mentale. Mentre Chuck dice di migliorare velocemente e programma di poter tornare alla vita di prima in brevissimo tempo, la dottoressa si impegna ad aiutarlo ma gli raccomanda di non bruciare le tappe. 
I proprietari del negozio di chitarre, nonostante il successo della pubblicità, decidono di non pagare Jimmy e di girare da soli i prossimi spot: Jimmy mette in scena una "scivolata e caduta" inciampando su una bacchetta da tamburo; dolorante, ricatta i proprietari invocando l'assicurazione del negozio. Il giorno dopo, Kim è a pranzo con i colleghi della Mesa Verde che le propongono un altro cliente, quando Howard si avvicina al tavolo e ne tesse le lodi, che a Kim appaiono ruffiane. Offesa, la donna tenta di rimborsare ad Howard il prestito ricevuto per gli studi in modo da non sentirsi più in obbligo nei confronti della HHM, ma lui rifiuta il denaro accusandola di aver infangato la reputazione dello studio insieme a Jimmy, al che Kim risponde che non avrebbe dovuto cercare di coprire la condizione di Chuck. In ufficio, Kim trova Jimmy che ha costretto i proprietari del negozio di strumenti musicali a comprare tutti gli slot pubblicitari e può quindi pagare la sua parte di affitto. Malgrado le rassicurazioni, Kim è dubbiosa circa la capacità di Jimmy di pagare e decide di dedicarsi anche al cliente propostole, per coprire le spese e alleggerire per Jimmy l'assillo di trovare il denaro a ogni scadenza.
Chuck riesce ad andare al supermercato a comprare da solo le vivande senza nessuna protezione, e al ritorno trova ad attenderlo Howard, il quale gli riferisce che hanno un problema con la sua assicurazione legale (ignari del ruolo di Jimmy nella questione).
Nacho mette in azione il suo piano per uccidere Hector, sostituendo con successo le pillole del farmaco per il cuore con pillole uguali nell'aspetto ma contenenti solo ibuprofene.
Più tardi, Jimmy, durante il suo servizio di comunità, in cambio di 700 dollari aiuta uno spacciatore a "far visita al suo bambino ammalato" usando minacce di azioni legali contro il supervisore che, intimidito, cede alle pretese. Quella notte, Mike si avvicina a Gus Fring per cercare aiuto nel riciclare i rimanenti 200 000 dollari rubati a Hector, in modo che possano essere lasciati alla sua famiglia. Gus dice di avere la soluzione ma avverte Mike che il processo sarà lungo; i due si stringono la mano come a siglare l'inizio di una collaborazione continuativa.
- Guest star: Max Arciniega (Krazy-8), Mark Margolis (Hector Salamanca), Cara Pifko (Paige Novick), Rex Linn (Kevin Wachtell), Mel Rodriguez (Marco Pasternak), Clea DuVall (Dr.ssa Lara Cruz), Josh Fadem (Joey Dixon), Hayley Holmes (Sherry), Tina Parker (Francesca Liddy), Juan Carlos Cantu (Manuel Varga), Frank Deal (Supervisore), Shahine Ezell (Freddy), Jason Sklar (Ryan), Randy Sklar (Rick).
- Ascolti USA: telespettatori 1 633 000

## Caduta
- Titolo originale: Fall
- Diretto da: Minkie Spiro
- Scritto da: Gordon Smith

### Trama
Jimmy si reca da Irene, la rappresentante della causa contro la Sandpiper, per ottenere un aggiornamento sul caso: dopo aver esaminato i documenti in possesso della donna, si rende conto che la Sandpiper ha già offerto un accordo che frutterebbe a Jimmy 1.16 milioni di dollari, ma Irene gli comunica che Erin Brill della Davis & Main le ha consigliato di aspettare e non accettare. Jimmy resta interdetto e suggerisce all'anziana donna che sarebbe meglio accettare l'accordo e godersi subito i soldi. 
Mike incontra Lydia Rodarte-Quayle e viene assunto come consulente per la sicurezza alla Madrigal su raccomandazione di Gus al fine di riciclare il suo denaro. Intanto, Howard e Chuck hanno un incontro con i rappresentanti della loro agenzia assicurativa, che visti i recenti problemi di McGill propongono di aumentare il premio di ogni avvocato della HHM o in alternativa solo quello di Chuck, che però dovrà essere sempre seguito e sorvegliato. Chuck rifiuta di negoziare e invece decide di impugnare il caso in tribunale. Per Howard questa è la goccia che fa traboccare il vaso, e quindi suggerisce a Chuck di ritirarsi, dal momento che il suo giudizio non può più essere affidabile. Chuck non apprezza le parole del collega e va via irritato.
Nel frattempo, Kim si fa carico della Gatwood Oil come suo secondo cliente, alle prese con un problema di tassazione. Jimmy cerca di convincere Howard ad accettare l'accordo della Sandpiper, ma quest'ultimo, ben consapevole dell'interesse personale di Jimmy, rifiuta sprezzante.
Hector e Gus si incontrano con i rispettivi uomini e ricevono una chiamata da Bolsa: l'esponente del cartello comunica che l'unico modo per spedire la droga oltre il confine sarà attraverso il sistema di trasporto di Gus. Hector si infuria e distrugge il cellulare; accusando un malessere, prende una delle false pillole per il cuore, che però non ha alcun effetto.
Per assicurarsi che l'accordo della Sandpiper venga accettato, Jimmy comincia a frequentare le amiche di Irene e mette in atto una serie di manipolazioni: induce le anziane a pensare che Irene stia agendo contro i loro interessi facendo invece quelli degli avvocati, che guadagnerebbero molto di più con un accordo più sostanzioso, mentre per gli anziani cambierebbe poco. Irene comincia quindi a essere isolata e malvista dalle sue amiche. 
Nonostante l'ordine del cartello, Hector continua a volere un sistema di trasporto proprio: Nacho ammette a suo padre che sta lavorando per i Salamanca e lo invita a seguire gli ordini di Hector senza fare nulla di stupido, promettendogli che le cose si risolveranno molto presto. Indignato, il padre gli intima di lasciare la sua casa.
Chuck, che nel frattempo ha ripreso a usare gli elettrodomestici, cita in giudizio la HHM per violazione di contratto: chiede quindi il pagamento di 8 milioni di dollari, il valore della sua quota di liquidazione. Egli sa benissimo che la HHM non possiede quella somma, per questo considera il suggerimento di Howard un bluff per farlo tornare sui suoi passi. 
Alla Sandpiper, Irene viene esclusa da tutti senza capire perché e scoppia in lacrime durante il bingo, che era stato truccato da Jimmy per fare in modo che a vincere fosse proprio lei. Jimmy consola l'anziana e ipotizza che forse le amiche abbiano bisogno del denaro e non si siano sentite considerate da lei: Irene decide così di accettare l'accordo della Sandpiper. Jimmy ritorna all'ufficio per dare la buona notizia a Kim e festeggiare, ma lei è troppo impegnata a prepararsi per un incontro importante con la Gatwood Oil e se ne va in fretta. Tuttavia, a causa della sua stanchezza, Kim si addormenta al volante, uscendo di strada e schiantandosi contro una roccia.
- Guest star: Laura Fraser (Lydia Rodarte-Quayle), Mark Margolis (Hector Salamanca), Tina Parker (Francesca Liddy), Chris Mulkey (Billy Gatwood), Bonnie Bartlett (Helen), Jean Effron (Irene Landry), Juan Carlos Cantu (Manuel Varga), Jeremiah Bitsui (Victor), Phyllis Applegate (Myrtle), Carol Mansell (Rose).
- Ascolti USA: telespettatori 1 472 000

## Lanterna
- Titolo originale: Lantern
- Diretto da: Peter Gould
- Scritto da: Gennifer Hutchison

### Trama
In un flashback, un giovane Chuck legge una storia a un Jimmy ancora bambino sotto la luce di una lanterna, nel loro giardino. 
Nel presente, Kim ha un braccio rotto a causa dell'incidente automobilistico. Jimmy, sentendosi in parte responsabile della situazione della compagna, concorda di interrompere l'affitto dell'ufficio e di lavorare a casa per risparmiare. Kim decide di prendersi una pausa dal lavoro e rinuncia alla Gatwood Oil. 
Intanto i soci della HHM si riuniscono per discutere della minaccia di Chuck di fare causa: questi propone di lasciare tutto alle spalle e tende la mano ad Howard, egli però rifiuta e chiede agli altri soci di uscire. Rimasti soli, accusa Chuck di aver posto vendette personali davanti agli interessi dello studio e di aver tradito la loro amicizia facendogli causa, mettendo a rischio anche la HHM. Howard dà a Chuck un assegno da 3 milioni di dollari: la HHM ha deciso di pagare a rate la sua buonuscita di 8 milioni, in parte messi da Howard di tasca propria per non costringere lo studio a chiudere. Howard annuncia a tutti i dipendenti l'uscita di scena di Chuck, che riceve un lungo applauso ma va via senza dire una parola.
Hector arriva al negozio del padre di Nacho e cerca di corromperlo contro la sua lealtà. Sotto richiesta di Nacho, il padre accetta con riluttanza la tangente, ma Hector rimane sospettoso di lui. Nel frattempo Jimmy va da Chuck per riappacificarsi, trovando il fratello completamente guarito e la casa con tutti gli elettrodomestici in funzione. Nonostante Jimmy gli dica di avere dei rimpianti, Chuck taglia i legami dicendogli che per sua natura egli sarà sempre colui che provoca danni e sofferenze a chi lo circonda anche se non è disposto ad ammetterlo, e aggiunge che non è mai stato importante per lui. Quella sera, Chuck ha una ricaduta e spegne tutti gli interruttori del quadro elettrico. 
Senza alcun'altra scelta, Nacho segue Don Hector per assassinarlo, ma si ritrova coinvolto in un incontro tra quest'ultimo, Gus e Bolsa. Bolsa ricorda a Hector che è sotto gli ordini di Don Eladio e che tutte le operazioni di trasporto saranno gestite da Gus: mentre Hector maledice Don Eladio perché non mostra riconoscenza nei confronti dei Salamanca, per via dell'accesso di rabbia ha un attacco cardiaco e viene portato in ospedale. Nella confusione, Nacho è in grado di scambiare le pillole finte del suo capo con quelle vere, ma Gus gli rivolge uno sguardo sospettoso.
Jimmy viene a sapere che i rapporti tra Irene e le sue amiche sono rimasti freddi e tenta di farle riconciliare, ma fallisce dal momento che le amiche della donna rimangono deluse dal suo comportamento. L'avvocato, preso dai sensi di colpa, organizza un ulteriore teatrino coinvolgendo Erin, l'ex collega della Davis & Main che seguiva il caso della Sandpiper: le fa interrompere la lezione di yoga che lui sta tenendo alla casa di riposo, dopodiché Jimmy lascia volontariamente aperto il suo microfono e parla del suo raggiro affinché tutti possano sentirlo. Egli riesce a riappacificare i rapporti tra Irene (che quindi cambia idea sull'accordo con la Sandpiper) e le sue amiche, togliendosi qualche senso di colpa; è tuttavia consapevole che, a causa della brutta reputazione che si è procurato, non potrà più dedicarsi al diritto per anziani e dovrà trovare un'altra specializzazione quando riavrà la licenza. Jimmy e Kim salutano Francesca e lasciano il loro ufficio.
Nel frattempo, sebbene i suoi sintomi continuino a peggiorare, Chuck decide di non farsi visitare dalla sua dottoressa. Diventa perciò ossessionato con la rimozione di tutti i dispositivi elettronici in casa fino al punto di distruggere le pareti per rimuovere i cavi elettrici. Nella scena finale, ormai uscito di senno e in uno stato di trance, senza la possibilità di dedicarsi alla legge, che amava più di ogni cosa, Chuck rimane seduto su una sedia a dare dei piccoli calci alla scrivania fino a far cadere volontariamente la lanterna a benzina che era solito usare, dando fuoco alla casa.
- Guest star: Mark Margolis (Hector Salamanca), Tina Parker (Francesca Liddy), Javier Grajeda (Juan Bolsa), Jessie Ennis (Erin Brill), Juan Carlos Cantu (Manuel Varga), Bonnie Bartlett (Helen), Jean Effron (Irene Landry), Phyllis Applegate (Myrtle), Carol Mansell (Rose).
- Ascolti USA: telespettatori 1 851 000